# Radiodiffusion publique de Lettonie
La radiodiffusion publique de Lettonie (en letton : Latvijas sabiedriskais medijs, litt. en anglais « Latvian Public Media ») est une organisation de radio et de télévision financée par des fonds publics et gérée par les deux radiodiffuseurs publics lettons : la Télévision lettone et Radio Lettonie. Il propose des informations, des analyses, de la culture, des divertissements et de nouveaux contenus expérimentaux, produits principalement par la télévision et la radio lettones et par la rédaction du portail. Le 3 février 2013, le site est lancé. Son contenu est également disponible en russe et en anglais. Le contenu des actualités en anglais est disponible à partir du 1er juillet 2014.
Un portail d'information unifié était l'une des étapes prévues dans le cadre d'une convergence beaucoup plus large des deux radiodiffuseurs publics. En 2012, le Conseil national des médias électroniques de Lettonie a approuvé le concept de création d’une nouvelle organisation de médias de service public letton,.

## Histoire
Selon Google Analytics, le portail d'informations atteint 200 000 à 250 000 pages vues par mois, et fin 2013, les statistiques de pages vues ont doublé. Au cours de la première année d'activité, le site prend en compte le rôle et l'importance des réseaux sociaux afin d'atteindre le public et de l'amener vers le portail d'information.
En janvier 2024, le parlement letton annonce la fusion de Latvijas Televīzija avec Latvijas Radio pour former une nouvelle entité reprenant le nom de Latvijas Sabiedriskais medijs.